# Urban John Vehr
Urban John Vehr (* 30. Mai 1891 in Cincinnati, Ohio; † 19. September 1973 in Denver, Colorado) war ein US-amerikanischer römisch-katholischer Geistlicher und Erzbischof von Denver.

## Leben
Urban John Vehr, wurde als Ältester von sechs Kindern von Anthony und Catharine Vehr in einem Vorort von Cincinnati geboren. Seine Schulbildung genoss er an der Xavier University in Cincinnati. Sein Studium der Theologie komplettierte er am Athenaeum of Ohio, ehe er am 29. Mai 1915, einen Tag vor seinem 24. Geburtstag, von Erzbischof Henry K. Moeller zum Priester geweiht wurde.
Sein seelsorgerisches Wirken begann er als Kurat in der Holy Trinity Church in Middletown, ehe er 1923 Kaplan wurde und als Professor Anstellung an der Mount St. Joseph University in Cincinnati fand. An der Katholischen Universität von Amerika erhielt er 1924 seinen Master of Arts, in weiterer Folge dessen er zum Superintendenten aller katholischer Schulen im Erzbistum Cincinnati wurde. 1927 wurde er mit dem Ehrentitel Monsignore geehrt. Von 1927 bis 1930 war Vehr Rektor des St. Gregory Minor Seminary, von 1930 bis 1931 Rektor des Mount St. Mary's Seminary. 1928 erhielt er von der Päpstlichen Universität Heiliger Thomas von Aquin in Rom sein Lizenziat in Kanonischem Recht.
Papst Pius XI. ernannte Vehr am 17. April 1931 zum vierten Bischof des Bistums Denver. Die Bischofsweihe spendete ihm am 10. Juni 1931 Erzbischof John Timothy McNicholas und die Mitkonsekratoren Erzbischof Francis Beckman und Bischof Joseph H. Albers. 1931 war Vehr mit 40 Jahren der jüngste Bischof in den Vereinigten Staaten. Am 16. Juli 1931 kam er nach Denver, wo er in der Cathedral Basilica of the Immaculate Conception inthronisiert wurde.
Vehr galt als Bischof, der jeder Gemeinde seines Bistums einen persönlichen Besuch abstattete. In Folge der Depression ging jedoch die Anzahl von 111 Gemeinden im Jahr 1930 auf 87 im Jahr 1940 zurück. Vehr setzte sich darum sehr für den New Deal von US-Präsident Franklin D. Roosevelt ein. So ermunterte er junge Priester, am Programm der knapp zwei Dutzend Civilian Conservation Corps mitzuwirken, um dort Arbeitslosen zu helfen.
Als das Bistum Denver von Papst Pius XII. zum Erzbistum erhoben wurde, wurde Vehr am 15. November 1941 zum ersten Erzbischof ernannt. Am 6. Januar 1942 fand die Amtseinführung statt. Einer der Gäste war der Mitarbeiter des päpstlichen Staatssekretariats, Giovanni Battista Montini, der spätere Papst Paul VI. Aufgrund des Zweiten Weltkriegs und der damit verbundenen Kommunikations- und Transportprobleme konnte Vehr erst im April 1946 das Pallium aus den Händen von Kardinal Samuel Stritch entgegennehmen. 1955 wurde er mit dem Titel Päpstlicher Thronassistent gewürdigt.
In Vehrs Amtszeit verdreifachte sich die Anzahl der Katholiken. Unter dem Motto Every Catholic Child in a Catholic School ließ er ein Programm ins Leben rufen, bei welchem 3,5 Millionen Dollar Spendengelder in das Bildungssystem investiert wurden. 43 neue Gemeinden wurden gegründet; auch ließ er das St. Thomas Seminary ausbauen, welches auf dem Zenit von Vehrs Erfolg 274 Priesterseminaristen ausbildete. Da seine Gesundheit schon angeschlagen war, konnte er zwischen 1962 und 1965 nicht am Zweiten Vatikanischen Konzil teilnehmen und wurde darum von seinem Weihbischof David Monas Maloney vertreten.
Am 18. Februar 1967, nach rund 36 Jahren als Bischof, gestattete ihm Papst Paul VI. den Rücktritt und ernannte ihn zum Titularerzbischof von Masuccaba. Zum 31. Dezember 1970 verzichtete er wegen der geänderten Vergaberichtlinien auf seinen Titularsitz.
Urban John Vehr starb im September 1973, im Alter von 82 Jahren, in Denver. Er wurde auf dem Mount Olivet Cemetery in Wheat Ridge bestattet.